# Andesite (California)
Andesite es un área no incorporada ubicada en el condado de Siskiyou en el estado estadounidense de California.

## Geografía
Andesite se encuentra ubicada en las coordenadas 41°31′57″N 122°12′17″O / 41.53250, -122.20472.